# Listă de comune din raionul Taraclia
Această listă conține comunele din raionul Taraclia, Republica Moldova, cu satele din componența lor. Celulele gri indică localitățile consemnate ca „sat (comună)” în Legea privind organizarea administrativ-teritorială a Republicii Moldova.
| Comuna        | Satul de reședință | Sate componente |
| ------------- | ------------------ | --------------- |
| Albota de Jos | Albota de Jos      | Albota de Jos   |
| Albota de Jos | Albota de Jos      | Hagichioi       |
| Albota de Jos | Albota de Jos      | Hîrtop          |
| Albota de Sus | Albota de Sus      | Albota de Sus   |
| Albota de Sus | Albota de Sus      | Roșița          |
| Albota de Sus | Albota de Sus      | Sofievca        |
| —             | —                  | Aluatu          |
| —             | —                  | Balabanu        |
| Budăi         | Budăi              | Budăi           |
| Budăi         | Budăi              | Dermengi        |
| —             | —                  | Cairaclia       |
| Cealîc        | Cealîc             | Cealîc          |
| Cealîc        | Cealîc             | Cortenul Nou    |
| Cealîc        | Cealîc             | Samurza         |
| —             | —                  | Corten          |
| —             | —                  | Musaitu         |
| —             | —                  | Novosiolovca    |
| Salcia        | Salcia             | Orehovca        |
| Salcia        | Salcia             | Salcia          |
| —             | —                  | Valea Perjei    |
| Vinogradovca  | Vinogradovca       | Chirilovca      |
| Vinogradovca  | Vinogradovca       | Ciumai          |
| Vinogradovca  | Vinogradovca       | Mirnoe          |
| Vinogradovca  | Vinogradovca       | Vinogradovca    |